# Rainer Groll
Rainer Groll ist ein ehemaliger deutscher Basketballspieler.

## Werdegang
Groll bestritt in den Basketball-Bundesliga-Spieljahren 1982/83 und 1983/84 insgesamt 41 Spiele für den MTV 1846 Gießen. 1984 wechselte er zum VfL Marburg.
Später betreute er die zweite Mannschaft des MTV 1846 Gießen als Trainer in der Oberliga, 1988 wurde Groll in diesem Amt von Patrick Elzie abgelöst und war fortan wieder Spieler des MTV II.